# Sonnenfinsternis vom 30. Juni 1992
Die totale Sonnenfinsternis vom 30. Juni 1992 war in ihrer totalen Phase fast ausschließlich über dem Südatlantik zu beobachten. Lediglich die Bewohner im Osten des südamerikanischen Staates Uruguay konnten einen Sonnenaufgang der totalverfinsterten Sonne erleben. Die Dauer der totalen Phase war mit über 5 Minuten recht lang. Hohe Bedeckungsgrade von über 80 Prozent wurden im südbrasilianischen Ballungsraum um São Paulo und in der Umgebung des südafrikanischen Kapstadt erreicht. Für Bewohner der Elfenbeinküste und deren Nachbarstaaten blieb nur ein Randerlebnis mit höchstens 10 Prozent Bedeckung übrig.
Diese Sonnenfinsternis gehört dem Saros-Zyklus 146 an, der insgesamt 76 Finsternisse umfassen wird. Saros 146 startete am 19. September 1541 mit einer kleinen partiellen Sonnenfinsternis in der Antarktis. Die ersten Finsternisse waren 22 partielle auf der Südhalbkugel. Danach folgen 13 totale, 4 hybride und 24 ringförmige Sonnenfinsternisse. Den Abschluss bilden 13 partielle Finsternisse auf der Nordhalbkugel der Erde. Der Zyklus endet am 29. Dezember 2893 mit einer kleinen partiellen Sonnenfinsternis in Sibirien.